# Vasile Gheorghe (om de afaceri)
Vasile Gheorghe, zis Gigi Kent, (n. 1951 – d. 7 octombrie 2002, Tâncăbești, Ilfov) a fost un controversat om de afaceri din România.
A fost membru în Consiliul de Administrație al băncii Credit Bank.
A fost iubitul jurnalistei Floriana Jucan.
A murit în anul 2002, la vârsta de 51 de ani, în urma unui infarct
și a fost înmormântat în orașul Pucioasa.